# Teddy Scholten
Dorothea Margaretha Scholten-van Zwieteren, detta Teddy (Rijswijk, 11 maggio 1926 – L'Aia, 8 aprile 2010), è stata una cantante olandese.
Ha vinto l'Eurovision Song Contest 1959 per i Paesi Bassi cantando Een Beetje scritta da Dick Schallies e Willy van Hemert.
Figlia di un attore dilettante venne spinta dal padre ad iniziare gli studi di recitazione e proprio sul palcoscenico avviene l'incontro con il cantante Henk Scholten che cambia la sua vita. Teddy infatti inizia a cantare le canzoni scritte per lei da Henk e nel 1947 si celebra il matrimonio dal quale nascerà la figlia Renée.
Nel 1951 nasce il duo formato da Teddy e Henk che incide diversi album, molti dei quali dedicati all'infanzia e partecipa a diversi programmi televisivi.
L'anno della consacrazione è il 1959: Teddy viene chiamata all'ultimo minuto come sostituta del concorrente olandese alla quarta edizione del Festival europeo della canzone. Esegue la canzone Een beetje, ed è proprio quest'ultima che ottiene il punteggio maggiore. È la seconda vittoria per i Paesi Bassi dopo quella del 1957.
Nel 1960 un altro inizio: sempre con il marito conduce un grande spettacolo di varietà per la televisione al quale partecipano grandi artisti, ma di comune accordo nel 1964 decidono di sciogliere il duo e di lavorare separatamente.
Nel 1974 Teddy decide di porre fine alla sua carriera di presentatrice e di cantante per dedicarsi alle attività della Croce Rossa, infine nel 1986 decide di lasciare anche questa attività.
Muore nel 2010 dopo una breve malattia attorniata dalla figlia, due nipoti e tre pronipoti.
Parlando della sua carriera ebbe a dichiarare: "È un mistero per me: ho fatto un sacco di cose nella mia vita, ma tutto quello che la gente si ricorda di me sono i tre minuti sul palco di Cannes".

## Singoli
- Een Beetje, 1959
- Klein Klein Kleutertje, 1959
- Peter Cuyper Wals, 1965